# Iruma
Iruma (jap. 入間市, -shi) ist eine japanische Stadt in der Präfektur Saitama etwa 40 km von Tokio entfernt.

## Geschichte
Iruma bekam am 1. November 1966 das Stadtrecht.

## Geografie
Iruma liegt westlich von Tokorozawa, östlich von Hannō und südwestlich von Sayama.

## Verkehr
- Straße:
  - Nationalstraße 16, nach Chiba, Ichihara, Hachioji und Yokosuka
  - Nationalstraße 407 nach Ashikaga
- Zug:
  - Seibu Ikebukuro-Linie: Bahnhof Iruma, nach Ikebukuro oder Chichibu
  - Hachikō-Linie: Bahnhof Kaneko, nach Hachioji oder Takasaki

## Städtepartnerschaften
Iruma ist seit dem 14. Oktober 1987 Partnerstadt des oberbayerischen Wolfratshausen (Landkreis Bad Tölz-Wolfratshausen). Zur 1000-Jahr-Feier von Wolfratshausen wurde 2003 eine Delegation aus Iruma eingeladen, die den Japanischen Garten Yuko Nihon Teien in Wolfratshausen an der Loisachbrücke einweihte. Dieser war ein offizielles Geschenk von Iruma an dessen Partnerstadt Wolfratshausen.

## Söhne und Töchter der Stadt
- Hiroshi Masuoka (* 1960), Marathonrallye-Fahrer
- Masato Shiono (* 1986), Tischtennisspieler
- Ryōta Matsumoto (* 1990), Fußballspieler
- Tatsunori Sakurai (* 2002), Fußballspieler

## Angrenzende Städte und Gemeinden
|     | Hannō                                       | Sayama     |
| Ōme | Kompassrose, die auf Nachbargemeinden zeigt | Tokorozawa |
|     | Mizuho                                      |            |